# The Fantasies of Robert A. Heinlein
The Fantasies of Robert A. Heinlein è una raccolta dei testi fantastici di Robert A. Heinlein, pubblicata nel 1999.
Il libro contiene esattamente due precedenti antologie di opere di Heinlein: Waldo - Anonima stregoni (Waldo & Magic, Inc.) del 1950 e Il mestiere dell'avvoltoio (The Unpleasant Profession of Jonathan Hoag) del 1959.
È stata tradotta in italiano da Vittorio Curtoni e pubblicata dalla Mondadori nel 2003 in due volumi: Anonima Stregoni e Il mestiere dell'avvoltoio.

## Contenuto

### Anonima Stregoni
È il volume n. 1456 della collana Urania e contiene:
- Anonima stregoni (Magic, Inc., 1940)
- La casa nuova (...And He Built a Crooked House, 1941)
- Loro (They, 1941)
- La nostra bella città (Our Fair City, 1949)
- L'uomo che vendeva elefanti (The Man Who Traveled in Elephants, 1957)
- Tutti voi zombie (...All You Zombies..., 1959)

### Il mestiere dell'avvoltoio
È il volume n. 1474 della collana Urania e contiene i romanzi:
- Waldo (Waldo, 1942)
- Il mestiere dell'avvoltoio (The Unpleasant Profession of Jonathan Hoag, 1942)